# Gira mundial (en vivo) (álbum)
Gira mundial es un álbum en vivo de la banda musical chilena 31 minutos lanzado en CD y DVD, realizado con grabaciones de 4 conciertos realizados en el Movistar Arena de Santiago los días 11 de y 14 de julio de 2012.
El CD (editado por Feria Music el 2013, y reeditado por Aplaplac el 2014) contiene 34 pistas que corresponden a diálogos y canciones en vivo de la gira, mientras que el DVD posee la grabación oficial del espectáculo, un making of de los conciertos de 31 minutos y vídeos promocionales de Mico el micófono.

## Lista de canciones
| Gira mundial (en vivo) |                                                |          |  |
| N.º                    | Título                                         | Duración |  |
| 1.                     | «Tema central 31 minutos»                      | 1:01     |  |
| 2.                     | «Ratoncitos»                                   | 1:34     |  |
| 3.                     | «Diente blanco»                                | 1:56     |  |
| 4.                     | «Maldito policía»                              | 2:52     |  |
| 5.                     | «Mi muñeca me habló»                           | 2:22     |  |
| 6.                     | «Parque de diversiones»                        | 2:56     |  |
| 7.                     | «Doggy Style»                                  | 2:36     |  |
| 8.                     | «Ruidos molestos»                              | 1:25     |  |
| 9.                     | «Me cortaron mal el pelo»                      | 1:27     |  |
| 10.                    | «Nunca me he sacado un 7»                      | 2:04     |  |
| 11.                    | «Mr. Guantecillo»                              | 2:26     |  |
| 12.                    | «Encargado de seguridad»                       | 0:36     |  |
| 13.                    | «Maguito explosivo»                            | 2:26     |  |
| 14.                    | «Rin raja»                                     | 1:57     |  |
| 15.                    | «Señora interesante»                           | 2:50     |  |
| 16.                    | «Señora, devuélvame la pelota»                 | 3:11     |  |
| 17.                    | «Presentación músicos»                         | 2:26     |  |
| 18.                    | «Severlá»                                      | 2:45     |  |
| 19.                    | «Tangananica tangananá»                        | 2:00     |  |
| 20.                    | «Un castillo de blanca arena con vista al mar» | 3:05     |  |
| 21.                    | «¿Ahora quién podrá ayudarnos?»                | 0:58     |  |
| 22.                    | «Calcetín con Rombosman»                       | 2:01     |  |
| 23.                    | «Regla primordial»                             | 3:34     |  |
| 24.                    | «El peso de la ley»                            | 1:06     |  |
| 25.                    | «Objeción denegada»                            | 3:48     |  |
| 26.                    | «Bailan sin cesar»                             | 2:07     |  |
| 27.                    | «Yo opino»                                     | 1:52     |  |
| 28.                    | «Amor en el escenario»                         | 1:54     |  |
| 29.                    | «Ríe»                                          | 4:15     |  |
| 30.                    | «Mi equilibrio espiritual»                     | 2:38     |  |
| 31.                    | «La sombra»                                    | 2:42     |  |
| 32.                    | «Mala»                                         | 1:30     |  |
| 33.                    | «Yo nunca vi televisión»                       | 4:07     |  |
| 34.                    | «Dinosaurio Anacleto»                          | 3:12     |  |
| 1:19:39                |                                                |          |  |